# Wi Gyeong-yong
Wi Gyeong-yong (nome original em coreano:  위 경용; nascido em 23 de março de 1940) é um ex-ciclista olímpico sul-coreano. Gyeong-yong representou a sua nação durante os Jogos Olímpicos de Verão de 1964, em Tóquio.